# Det hände sig en gång i Bibelns land
Det hände sig en gång i Bibelns land är en psalm med text och musik skriven 1977 av Christer Hultgren. Texten är hämtad från Matteusevangeliet 19:13-15.

## Publicerad i
- Segertoner 1988 som nr 415 under rubriken "Den kristna gemenskapen - Vittnesbörd - tjänst - mission".[1]